# Basma
Basma (hebr. בסמ"ה, arab. بسم) – samorząd lokalny położony w dystrykcie Hajfa, w Izraelu.
Miasteczko leży na południe od miasta Umm al-Fahm, w paśmie górskim Karmel.

## Demografia
Zgodnie z danymi Izraelskiego Centrum Danych Statystycznych w 2006 roku w osadzie żyło 7,8 tys. mieszkańców, wszyscy Arabowie.
Populacja osady pod względem wieku (dane z 2006):
| Wiek (w latach) | Procent populacji w % |
| --------------- | --------------------- |
| 0-4             | 14,9%                 |
| 5-9             | 26,6%                 |
| 10-14           | 9,9%                  |
| 15-19           | 8,3%                  |
| 20-29           | 13,8%                 |
| 30-44           | 16,0%                 |
| 45-59           | 7,1%                  |
| ponad 60        | 3,4%                  |

Źródło danych: Central Bureau of Statistics.